# Vittoria (vascello)
Il Vittoria fu un vascello di linea veneziano da 70 cannoni che prestò servizio nella Armada tra il 1784 e il 1797. Fu nave di bandiera dell'ammiraglio Tommaso Condulmer, successore di Angelo Emo al comando della Armata Grossa di stanza a Corfù.

## Storia
La costruzione del vascello di primo rango da 70 cannoni Vittoria, appartenente alla terza serie della classe "Leon Trionfante", fu ordinata dal Senato della Repubblica di Venezia e la nave fu impostata nel 1732 sotto la direzione del Proto dei Marangoni Giacomo Moro. Il vascello fu completato sulla scalo fino ai "18 carati", venendo poi portato ai  "21 carati" sotto la direzione di Zuanne Zampin entro il 1746, e lasciato in riserva fino a che non fu deciso di completarlo. L'unità fu terminata sotto la direzione dell'architetto Andrea Chiribiri, e varata presso l'Arsenale il 23 dicembre 1783.
Il Vittoria entrò in servizio il 27 febbraio 1784 sotto il comando del capitano Iseppo Zambelli, assegnato all'Armata Grossa di stanza a Corfù. Il 21 giugno salpò dal porto di Malamocco con il resto della squadra navale al comando dell'ammiraglio Angelo Emo al fine di contrastare i pirati barbareschi. Dopo la morte di Emo divenne nave di bandiera del suo successore, l'ammiraglio Tommaso Condulmer. Nel giugno 1796 il vascello rientrò a Venezia per eseguire le necessarie riparazione, ma esse furono giudicate di costo eccessivo, e la nave venne radiata all'inizio del 1797. Venduta ad un privato, il capitano Francesco Comello, per essere utilizzata come mercantile, venne ancorata nel canale della Giudecca dove fu catturata dai francesi nel mese di maggio, e da questi ultimi affondata nel canale della Giudecca il 30 dicembre dello stesso anno, al fine di impedirne la cattura da parte degli austriaci e per ostruire l'accesso al canale. Il relitto venne poi recuperato e demolito in loco.

### Annotazioni
1. ↑  Tommaso Condulmer (27 agosto 1759-7 gennaio 1823), sposato con Bianca Tron, patrizio veneto, viceammiraglio dell'Armada veneziana e Cavaliere della Stola d'oro.
2. ↑  Secondo nel nome, l'altra unità era il vascello di secondo rango Vittoria, appartenente alla Classe Madonna della Salute.
3. ↑  La terza serie della classe "Leon Trionfante" si componeva di tre vascelli, il Vittoria, il Guerriera e il Medea.
4. ↑  A partire dal 1750 i vascelli dell'Armada veneziana adottarono, su  decisione del Senato, una nuova colorazione avendo i fianchi dipinti a bande orizzontali gialle all'altezza del portelli dei cannoni, alternate a bande nere tra i portelli di un ponte e quelli sottostanti. Tale colorazione venne adottata anche dalla Royal Navy, su pressione esercitata da Lord Nelson, a partire dal 1795.
5. ↑  Comello la acquistò con altri tre soci per il prezzo di 42.000 lire venete dell'epoca.
6. ↑  Insieme alle rimanenti unità della Divisione della Sacca di Piave. Si trattava  dei vascelli Eolo e Galatea, della fregata grossa Minerva, della fregata leggera Bellona e della corvetta Aquila.

### Fonti
1. ↑  http://www.veneziamuseo.it/ARSENAL/schede_arsenal/vascelli.htm.
2. 1 2 3 4  Levi 1896, p. 39.
3. 1 2 3 4 5 6  Ercole 2016, p. 28.